# Fukushima (Film)
Fukushima – Die Welt am Abgrund ist ein japanisches Katastrophendrama aus dem Jahr 2020, bei dem Setsurō Wakamatsu Regie führte und das Drehbuch von Yōichi Maekawa stammte. Mit Koichi Sato und Ken Watanabe in den Hauptrollen handelt es sich um die titelgebende Gruppe von Mitarbeitern, die nach dem durch das Tōhoku-Erdbeben 2011verursachten Tsunami mit der Bewältigung der Kernschmelze im Kernkraftwerk Fukushima Daiichi beauftragt wurden. Der Film basiert auf dem Buch von Ryusho Kadota mit dem Titel On the Brink: The Inside Story of Fukushima Daiichi und ist einer der ersten japanischen Filme, der die Katastrophe darstellt.

## Handlung
Am 11. März 2011 um 14:46 Uhr ereignet sich das schwerste Erdbeben in der Geschichte Japans mit einer Stärke von 9,1 und einer maximalen seismischen Intensität von 7. Ein gewaltiger Tsunami erschüttert das Kernkraftwerk Fukushima Daiichi. Ein Station Blackout (SBO) führt dazu, dass drei der sechs Reaktoren nicht mehr kühlbar sind und Kernschmelzen eintreten.
Die Arbeiter vor Ort, darunter Izaki Haruka, der in den Blöcken 1 und 2 Dienst hat, bleiben im Kernkraftwerk und arbeiten hart daran, die Lage unter Kontrolle zu bringen. Direktor Masao Yoshida, der das Gesamtkommando leitet, feuert seine Untergebenen an, äußert aber auch seine Wut gegenüber der Zentrale und dem Kantei (Büro des Premierministers), die sich der Situation nicht vollständig bewusst sind. Die Arbeiter errichten Notkühlverbindungen mit Feuerwehrautos und Notstrom aus Autobatterien. Als einer der Druckbehälter zu bersten droht, müssen Freiwillige unter hoher Strahlenbelastung in das Gebäude gehen, um Entlastungsventile von Hand zu öffnen. Der Premierminister erscheint schimpfend vor Ort. Die Firmenzentrale in Tokio erhöht den psychischen Druck durch sinnlose Durchhaltebefehle. Die Bemühungen vor Ort werden durch mehrere Explosionen und steigende Strahlenwerte zurückgeworfen und die Situation verschlechtert sich, sodass die umliegenden Orte evakuiert werden.
Schließlich ziehen sich auch die meisten Kraftwerksarbeiter zurück. Eine kleine Gruppe um Yoshida und Izaki bleibt zurück und kämpft weiter, um das schlimmste Szenario abzuwenden: die Freisetzung des gesamten radioaktiven Inventars der Anlage, die das östliche Honshu (die Hauptinsel Japans)  mitsamt der Hauptstadt Tokio unbewohnbar machen würde.

## Produktion
Die Dreharbeiten begannen im November 2018. Die Postproduktion begann im Mai 2019.

## Kritik
Mark Schilling von The Japan Times gab dem Film eine positive Kritik und meinte, er: „versuche, wie es für einen Mainstream-Film mutig ist, gewisse unangenehme Wahrheiten zu erzählen, und zwar aus der Perspektive der Betreiber des Kraftwerks, die den Profit an erste Stelle setzen.“ Die Storyline, die suggeriert, dass der japanische Premierminister direkt in das Atomkraftwerk eingedrungen sei und den Entlüftungsprozess verzögert habe, was zu einer Vergrößerung des Schadens geführt habe, wird durch den Bericht des Unfalluntersuchungsausschusses widerlegt, der diese Behauptung vollständig widerlegt hat. Die Verzögerung der Entlüftung war hauptsächlich auf manuelle Vorbereitungen zurückzuführen, die Zeit in Anspruch nahmen und nichts mit der Inspektion durch den Premierminister zu tun hatten. Der Wissenschaftsjournalist Takafumi Soeda kritisiert, dass der Film den Unfall in Fukushima als unvorhergesehenes Ereignis darstellt, das durch einen Tsunami verursacht wurde, der die menschlichen Erwartungen überstieg, während in Wirklichkeit die Führungskräfte von TEPCO unter der Leitung von Direktor Yoshida beschlossen, die Gegenmaßnahmen gegen den Tsunami bis 2016 zu verschieben, obwohl technische Experten bei TEPCO bereits 2008 zu dem Schluss gekommen waren, dass Gegenmaßnahmen gegen den Tsunami unvermeidlich seien. Der Unfall hätte vermieden werden können, wenn TEPCO im gleichen Maße Gegenmaßnahmen gegen den Tsunami ergriffen hätte wie andere Energieunternehmen. Soeda argumentiert, dass der Film TEPCOs Verantwortung übersieht und die wahre Natur des Unfalls verschleiert, indem er ihn als Heldengeschichte vom Unfallort präsentiert.
Das Lexikon des internationalen Films urteilte, dass sich die „[u]nfreiwillig komische[n] Dialoge“ und die „blutleere Inszenierung“ zu einem „unkritischen Katastrophendrama am Rande eines Imagefilms“ verbinden würden.